# Lojze Wieser
Lojze Wieser [lójze vízer], slovenski narodni delavec in založnik, delujoč na avstrijskem Koroškem, * 9. junij 1954, Celovec.

## Življenje in delo
Po končani gimnaziji v Celovcu (1969) se je v letih 1969−1972 izobraževal v založništvu v Celovcu in na Dunaju. V letih 1981−1986 je vodil Založbo Drava v Celovcu, leta 1987 pa je tu ustanovil Založbo Wieser.
Prejel je Schwentnerjevo nagrado za življenjsko delo na področju založništva za leto 2022.